# Miguel Morais Leitão
Luís Miguel Gubert Morais Leitão (6 de fevereiro de 1964) é um gestor e político português, que foi brevemente ministro da Economia do XX Governo Constitucional de Portugal.

## Biografia
Filho primogénito de João António Morais da Silva Leitão e de sua mulher Maria Clymeni Zañartu Gubert e Mundet, de ascendência Espanhola e Inglesa.[carece de fontes?]
É licenciado em Direito pela Faculdade de Direito da Universidade Católica Portuguesa. Fez o Programa Avançado de Gestão da Universidade Stanford, na Califórnia.
A sua carreira profissional foi feita maioritariamente no Banco BPI, a partir de 1989; foi administrador da Allianz Portugal (1996-2002) e da companhia de seguros A Social (1994-1997), mas também de diversas empresas do Grupo BPI (BPI-Gestão de Ativos, BPI Vida, BPI Pensões e BPI Global Investment Fund Management Company), tendo sido Director Central do Banco entre 2005 e 2008.
No plano estatal e político, foi Presidente da Empordef, da Edisoft e das OGMA entre 2002 e 2004. Foi Secretário de Estado do Tesouro e das Finanças do XVI Governo Constitucional (2004-2005).
É vogal da comissão executiva do CDS-PP desde 2007.
No XIX Governo Constitucional, foi Secretário de Estado Adjunto e dos Assuntos Europeus (2011-2013) e Secretário de Estado Adjunto do Vice-Primeiro-Ministro, Paulo Portas (2013-2015).
A 18 de Julho de 2012 foi feito Comendador com Estrela da Ordem do Mérito da Polónia.
Em 2015, foi nomeado ministro da Economia do XX Governo Constitucional.
Solteiro e sem geração.